# Corvol-d’Embernard
Corvol-d’Embernard – miejscowość i gmina we Francji, w regionie Burgundia-Franche-Comté, w departamencie Nièvre.
Według danych na rok 1990 gminę zamieszkiwało 101 osób, a gęstość zaludnienia wynosiła 10 osób/km² (wśród 2044 gmin Burgundii Corvol-d’Embernard plasuje się na 809. miejscu pod względem liczby ludności, natomiast pod względem powierzchni na miejscu 924.).